# Edward Francis Ryan
Edward Francis Ryan (* 10. März 1879 in Lynn, Massachusetts, USA; † 3. November 1956) war Bischof von Burlington.

## Leben
Edward Francis Ryan empfing am 10. August 1905 das Sakrament der Priesterweihe.
Am 11. November 1944 ernannte ihn Papst Pius XII. zum Bischof von Burlington. Der Erzbischof von Boston, Richard Cushing, spendete ihm am 3. Januar 1945 die Bischofsweihe; Mitkonsekratoren waren der Erzbischof von New York, Francis Spellman, und der Bischof von Providence, Francis Patrick Keough.